# Mario Moreno (caricaturista)
Mario Moreno (Cusco, 14 de mayo de 1944 - Lima, 24 de abril de 2009) fue un destacado dibujante peruano de caricaturas.

## Biografía
Mario Moreno fue hijo de padres artistas de teatro y circo. Él ya trabajaba con ellos y sus hermanos desde los 7 años como equilibrista y payaso, y viajaban por todo el Perú.
Desde su etapa escolar mostraba gran afición por la caricatura, y a medida que el tiempo pasaba, crecía su pasión de interpretar por medios de trazos, los rasgos de los rostros de las personas que lo rodeaban. Pero en su colegio de secundaria, el Colegio Nacional Nuestra Señora de Guadalupe, fue donde dio rienda suelta a su talento, caricaturizando a sus profesores y compañeros de aula, también es importante resaltar que a través de la caricatura, Mario daba su opinión sobre temas del acontecer diario, sucesos, eventos y noticias que eran captados por él.

“Veo a las personas deformadas como si tuviera un ‘Ojo de pez’, y a la vez creo tener una gran velocidad para captar los rasgos y la personalidad de la gente, como si fueran ‘escaneados’ ”, cualidades que ahora lo han convertido a Mario en “El Caricaturista más rápido del mundo”.
Mario Moreno

En el año 1964, Mario publica su primera caricatura profesionalmente, en la revista Gente; en el año 1965 ingresa al diario Expreso y luego a Extra. Un lugar donde también demostraría su talento, es en la televisión, el año 1966 hace caricaturas en los principales programas del Canal 2 de Cavero Du Bois.
Contagiándose por la inquietud de la mayoría de artistas de ese momento, Mario decide buscar nuevos horizontes en el extranjero, y es así que en el año 1969 viaja a México, un mercado muy competitivo para los caricaturistas. Luego de una serie de odiseas, publica su primera caricatura en el Diario “Novedades”, después ilustra historietas en la Editorial Novaro y para seguir con lo que más le atraía, trabaja en Televisión Independiente de México, haciendo caricaturas en el noticiero de ese canal.
Ya de regreso en el Perú, en el año 1973, se inicia 24 Horas en Panamericana Televisión (Canal 5), y Mario forma parte de este noticiero, cuya participación se caracterizaba por caricaturizar “al instante” a los personajes invitados al programa, para ser entrevistados, al final Mario mostraba la caricatura, acompañada de una leyenda o texto que él improvisaba.
Además se daba tiempo para publicar sus caricaturas en la sección editorial del diario La Prensa y Última Hora, inclusive participaba en eventos y ferias, como la Feria del Hogar, entre otros, donde hacía caricaturas con pincel y tinta china al instante al público asistente. El año 1984 Mario hace caricaturas en el programa Buenos días Perú de Panamericana Televisión. Luego, con los avances de la tecnología, viene la Internet, y desde el año 2000, Mario se actualiza con la tecnología y tuvo un espacio en Terra Perú, para publicar sus caricaturas: su página web: Humor Moreno Archivado el 12 de mayo de 2008 en Wayback Machine. Mario ha ilustrado libros para editoriales, entre ellos Perú Pre-incaico. Siguió participando en eventos y ferias, realizando caricaturas al instante al público, y por más de 20 años tuvo su Taller de dibujo humorístico y Caricatura, en donde enseñó sus experiencias adquiridas a lo largo de los años, en el campo de la caricatura, a las nuevas generaciones que tengan este talento y afición.
También dictó charlas sobre la caricatura como opinión, en universidades e institutos. Dirigió su propio Taller de Diseño, donde continuó elaborando cómics e historietas, sobre diversos temas, principalmente sobre la ecología que es un tema que lo apasiona, realizando un estudio de investigación sobre los primeros artistas ilustradores en nuestro territorio, desde las pinturas rupestres de Toquepala, pasando por las antiguas culturas pre incas, que diseñaban huacos y mantos, dejándonos un importante legado gráfico.
Mario formó un equipo de trabajo con sus dos hijos, quienes heredan el talento de su padre. Mario sufría de insuficiencia renal por el uso de medicamentos para la artritis y se mantuvo esperando un trasplante renal desde el año 2000, pero a pesar de eso, siguió adelante, con su humor, fe y una fuerza y voluntad increíble, para llevar adelante todos sus planes y proyectos. En 2006 postuló a los Récords Guinness al realizar 300 caricaturas en 4 horas.
Falleció el 24 de abril de 2009, en el Hospital Edgardo Rebagliati, en la ciudad de Lima. El arte de Mario Moreno sigue vigente a través de su hija Milagros Moreno, quien continúa con su mismo estilo y realiza caricaturas al instante en distintos eventos.